# Klimaatgevel
Een klimaatgevel is een 'actieve' gevel die op een slimme manier gebruikmaakt van daglicht, zonnewarmte en luchtverversing om het binnenklimaat te beheersen. 
Een klimaatgevel, niet te verwarren met een 'tweede-huid gevel', bestaat uit een buitenblad (dubbele beglazing) en een beweegbaar binnenblad (enkel glas), gescheiden door een spouw. In de spouw hangt zonwering. Via de spouw wordt de vertreklucht afgezogen, zodat de warmte-ontwikkeling als gevolg van de zonnestraling beperkt blijft. In koude perioden wordt de toevoerlucht voorverwarmd door middel van warmteterugwinning uit de afvoerlucht. De luchtstroom verhoogt de temperatuur van het binnenblad waardoor een prettig comfort in de nabijheid van de gevel wordt bereikt.